# Empoasca latarca
Empoasca latarca är en insektsart som beskrevs av Davidson och Delong 1938. Empoasca latarca ingår i släktet Empoasca och familjen dvärgstritar. Inga underarter finns listade i Catalogue of Life.